# Apristurus spongiceps
Apristurus spongiceps es una especie de peces de la familia Scyliorhinidae en el orden de los Carcharhiniformes.

## Morfología
Los machos pueden llegar alcanzar los 50 cm de longitud total.

## Reproducción
Es ovíparo.

## Distribución geográfica
Se encuentra en las  costas de Indonesia (Sulawesi) y de los Estados Unidos (en Hawái).